# Qiliania
Qiliania (з мови хунну Qilian: "небо") — вимерлий рід ранніх птахів, що існував в нижній крейді (близько 120 мільйонів років тому). Це енанціорнісові птахи, які жили на території провінції Ґаньсу ( Північно-Західний Китай). Відомий з двох неповних скелетів. Типовим видом є Qiliania graffini. Вид був названий в честь Грега Граффіна, палеонтолога і члена панк-рокового гурту Bad Religion.